# Nettie Rosenstein
Pour les articles homonymes, voir Rosenstein.
Nettie Rosenstein, née Rosenscrans (1890 - 13 mars 1980) est une créatrice de mode américaine basée à New York City de 1913 à 1975. Elle est particulièrement renommée pour ses créations de petites robes noires et de bijoux fantaisie.

## Jeunesse
Nettie Rosenscrans est née en 1890 à Salzbourg, en Autriche, au sein d'une famille juive. Dans les années 1890, elle émigre en Amérique avec sa famille et s'établit à Harlem, New York. En 1913, Nettie épouse Saul Rosenstein, qui dirige une entreprise de lingerie féminine, et elle commence à confectionner des robes à domicile,. Après avoir été contactée par le grand magasin I. Magnin en 1919, elle se lance dans la vente en gros,. En 1921, elle possède un établissement de 50 employés à Manhattan, New York.

## Nettie Rosenstein Inc.

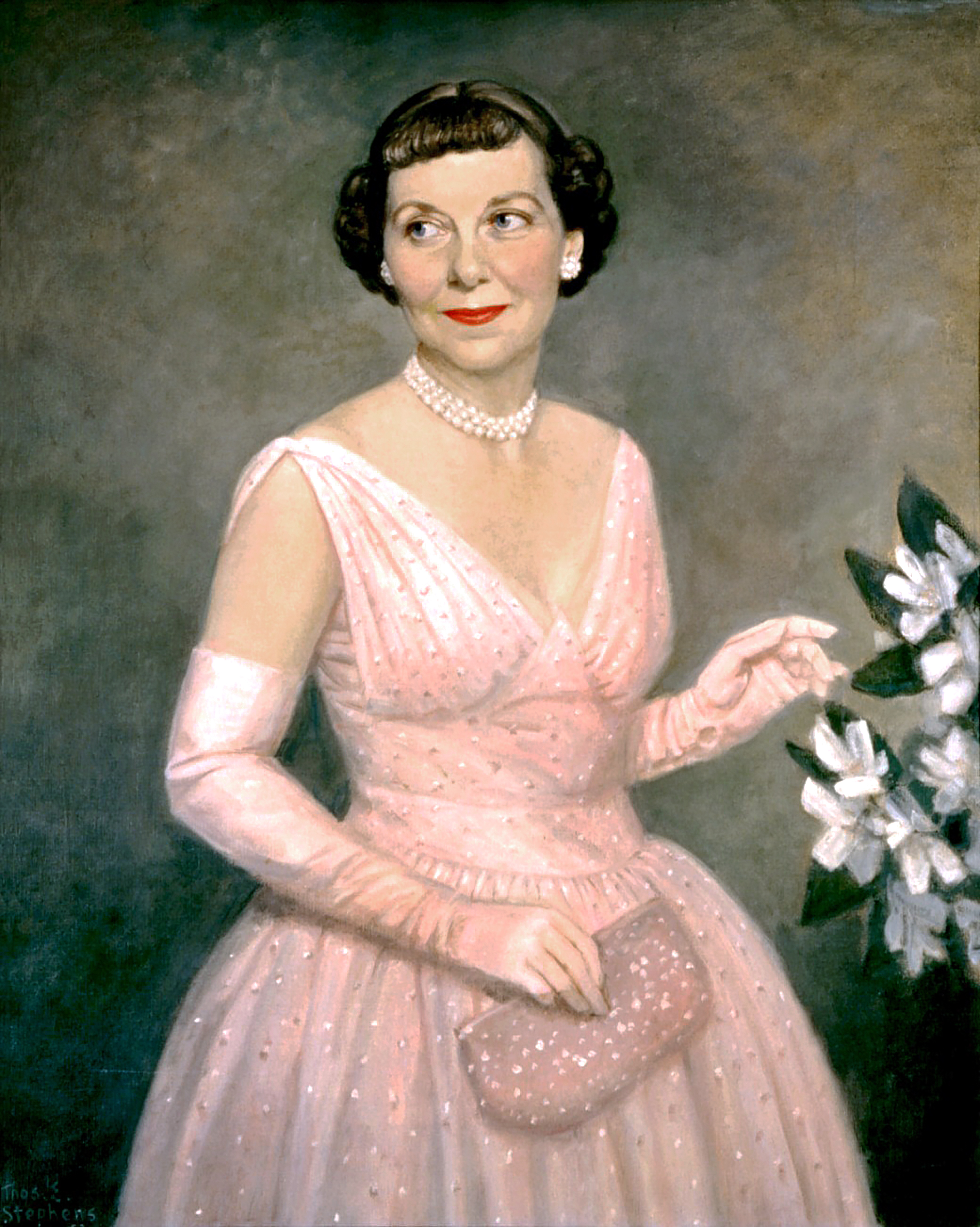
Mamie Eisenhower dans sa robe de bal d'inauguration conçue par Eva Rosencrans chez Nettie Rosenstein. Peint en 1953 par Thomas Stevens.

Dans des années 1920, dans l'industrie de la mode américaine, les vêtements importés des couturiers français renommés sont considérés comme l'apogée de l'élégance. À cette époque, les créations de Nettie Rosenstein sont vendues par les grands magasins sous leurs propres marques, même si les acheteurs sont informés que les robes sont en réalité conçues par Nettie Rosenstein. Grâce au bouche à oreille, Nettie Rosenstein réussit à se faire connaître, et sa propre marque devient prisée. Ses vêtements sont distribués sur tout le territoire des États-Unis, mais seule une boutique dans chaque ville détient l'exclusivité et l'autorisation de commercialiser les articles portant l'étiquette Rosenstein. En 1927, Nettie Rosenstein tente une retraite anticipée, mais elle reprend son travail de styliste en 1931, lors de la réouverture de sa boutique sur la 47th Street West en collaboration avec sa belle-sœur Eva Rosencrans et Charles Gumprecht,.
En 1937, Rosenstein est décrite par le magazine Life comme l'une des créatrices américaines les plus estimées . Elle est l'une des premières à remporter le « Neiman Marcus Fashion Award » lors de son lancement en 1938. En 1940, les vêtements Rosenstein sont vendus dans 92 magasins et grands magasins à travers les États-Unis, à des prix allant de 98 $ à 500 $. Ces prix sont au-delà de la gamme de la plupart des consommateurs, mais les conceptions de Rosenstein sont si largement copiées qu'elle influence toujours la garde-robe de la femme américaine moyenne. L'une de ces créations est la « petite robe noire », conçue pour passer de la journée à la soirée avec des encolures de soirée décolletées associées à des silhouettes et des matériaux de jour,. Les créations de Nettie Rosenstein incluent également des robes imprimées assorties à des gants, et elle est également reconnue pour ses accessoires et ses bijoux fantaisie frappants. La plupart des créations les plus remarquables de Nettie Rosenstein sont conçues par Eva Rosencrans, car Nettie Rosenstein préfère se concentrer sur la gestion de l'entreprise ; sa belle-sœur la laisse signer son travail.
En mars 1942, Nettie Rosenstein annonce sa deuxième retraite, ce qui inspire un hommage dans le magazine TIME. Cependant, cette retraite ne dure pas longtemps, car elle retourne à la mode quelques années plus tard, remportant un « Coty Award » en 1947. Nettie Rosenstein est responsable de la robe de la Première Dame Mamie Eisenhower commandée par Neiman Marcus pour le bal d'investiture présidentielle de 1953, bien que la robe elle-même (et la robe de bal associée, créée pour la deuxième inauguration présidentielle en 1957) soit conçue par Eva Rosencrans, une amie proche de Mamie depuis 1950,.

## Postérité
En 1961, Nettie Rosenstein met fin à la partie mode de son entreprise. Eva Rosencrans continue de concevoir des vêtements pour Ben Reig, tandis que leur partenaire commercial de longue date et lauréat du « Coty Award », Sol L. Klein, continue de concevoir et de fabriquer des bijoux de costume et des accessoires sous le nom de Nettie Rosenstein Accessories jusqu'en 1975. Il prend sa retraite en 1975, en même temps que la fermeture de la marque Nettie Rosenstein. Le 13 mars 1980, après une longue maladie, Nettie Rosenstein meurt à l'âge de 90 ans.